# ناتاشا كوفاتشيفيتش
ناتاشا كوفاتشيفيتش (بالصربية: Наташа Ковачевић) مواليد 20 مايو 1994 في بلغراد، صربيا والجبل الأسود، هي لاعبة كرة سلة صربية سابقة. بدأت مسيرتها الاحترافية في سنة 2008. اعتزلت اللعب في 2016. لعبت مع نادي بارتيزان لكرة السلة للسيدات ونادي فوجدوفاك لكرة السلة للسيدات.

## روابط خارجية
- ناتاشا كوفاتشيفيتش على موقع كرة السلة الأوروبية.كوم (الإنجليزية)